# Điền kinh tại Đại hội Thể thao Đông Nam Á 1977
Điền kinh tại Đại hội Thể thao Đông Nam Á năm 1977 diễn ra từ ngày 19 đến 26 tháng 11 năm 1977 tại Kuala Lumpur, Malaysia. Phần thi điền kinh được tổ chức tại Stadium Merdeka, nơi cũng diễn ra lễ khai mạc và bế mạc toàn đại hội. Đoàn thể thao Myanmar tiếp tục thống trị ở môn Điền kinh khi giành được 17 tấm huy chương vàng, xếp thứ nhất toàn đoàn.

## Tóm tắt kết quả

### Nam
| Nội dung                    | Vàng                                                                                         | Vàng           | Bạc                                                                                       | Bạc       | Đồng                                                                                            | Đồng      |
| --------------------------- | -------------------------------------------------------------------------------------------- | -------------- | ----------------------------------------------------------------------------------------- | --------- | ----------------------------------------------------------------------------------------------- | --------- |
| 100 m                       | Suchart Jairsuraparp                                                                         | 10.58          | Anat Ratanapol                                                                            | 10.75     | Canagasabai Kunalan                                                                             | 10.81     |
| 200 m                       | Anat Ratanapol                                                                               | 21.42          | Jeffrey Matahelemual                                                                      | 21.90     | Ramli Ahmad                                                                                     | 21.95     |
| 400 m                       | Sukinder Singh Sangedha                                                                      | 48.22          | Mudjiono                                                                                  | 48.67     | Mariah Naidu                                                                                    | 49.00     |
| 800 m                       | Jimmy Crampton                                                                               | 1:52.67        | Kanagarajah Yogeswaran                                                                    | 1:53.24   | Tito Tulanan                                                                                    | 1:54.47   |
|                             |                                                                                              |                |                                                                                           |           |                                                                                                 |           |
| 1500 m                      | Jimmy Crampton                                                                               | 3:52.90        | Kanagarajah Yogeswaran                                                                    | 3:58.43   | Ramasamy Appavoo Kandiah                                                                        | 4:00.17   |
| 5000 m                      | Ko Ko                                                                                        | 14:47.0        | Maung Hla                                                                                 | 15:08.2   | Ramasamy Appavoo Kandiah                                                                        | 15:16.2   |
| 10,000 m                    | Ko Ko                                                                                        | 32:16.8        | Aung Than                                                                                 | 32:55.9   | Ramasamy Appavoo Kandiah                                                                        | 35:02.0   |
| Marathon                    | Khin Soe                                                                                     | 2"26:18.1      | Aung Than                                                                                 | 2"28:18.6 | Shiva Kumaravelu                                                                                | 2"40:32.2 |
|                             |                                                                                              |                |                                                                                           |           |                                                                                                 |           |
| 110 m vượt rào              | Ishtiaq Mubarak                                                                              | 14.46          | Hpone Myint                                                                               | 14.49     | Shahidan Bahorom                                                                                | 14.99     |
| 400 m vượt rào              | Simit Bolkiah                                                                                | 53.45          | Hpone Myint                                                                               | 53.74     | Melly Mofu                                                                                      | 53.75     |
|                             |                                                                                              |                |                                                                                           |           |                                                                                                 |           |
| 3000 m vượt chướng ngại vật | Maung Hla                                                                                    | 9:12.3         | Paul Thambidorai                                                                          | 9:26.8    | Michael                                                                                         | 9:31.3    |
|                             |                                                                                              |                |                                                                                           |           |                                                                                                 |           |
| 4 × 100 m tiếp sức          | Thái Lan · Somsakdi Boontud · Suchart Jairsuraparp · Kanoksakdi Chatasanond · Anat Ratanapol | 40.40 (GR)     | Singapore · Canagasabai Kunalan · Tang Ngai Kin · Ong Yoke Phee · Leslie Shepherdson      | 41.42     | Indonesia · Yacob Mursidi Waas · Ready Suyono Basuki · Mohammed Hariyanto · Jeffrey Mathelemuel | 41.47     |
| 4 × 400 m tiếp sức          | Malaysia · Baba Singhe Peyadesa · Mariah Naidu · Harun Rasheed · Sukninder Singh Sangedha    | 3:14.36        | Thái Lan · Anat Ratanapol · Somsakdi Boontud · Supanit Wongsalangkarn · Suvan Prasanchart | 3:16.27   | Indonesia · Mohammed Hariyanto · Mohammed Hatta Maraxa · Melly Mofu · Mudjiono                  | 3:16.89   |
|                             |                                                                                              |                |                                                                                           |           |                                                                                                 |           |
| 10 km đi bộ                 | Vellasamy Subramaniam                                                                        | 45:48.1        | Khoo Chong Beng                                                                           | 46:28.9   | Rengasamy Nadarajan                                                                             | 51:41.0   |
| 20 km đi bộ                 | Khoo Chong Beng                                                                              | 1"33:35.1 (GR) | Vellasamy Subramaniam                                                                     | 1"40:18.9 | Raja Maniam                                                                                     | 1"47:13.0 |
|                             |                                                                                              |                |                                                                                           |           |                                                                                                 |           |
| Nhảy cao                    | Baljit Singh Sidhu                                                                           | 2.04 m         | Elmer Reyes                                                                               | 1.97 m    | Sasi Kumar                                                                                      | 1.95 m    |
| Nhảy sào                    | Kanop Ratanachamnong                                                                         | 4.30 m         | Tet Thun Kyaw                                                                             | 4.10 m    | Prayul Nimasakorn                                                                               | 4.00 m    |
| Nhảy xa                     | Thant Zin                                                                                    | 7.56 m         | Prapant Srisathorn                                                                        | 7.47 m    | Chaiyan Goomolingdon                                                                            | 7.03 m    |
| Nhảy ba bước                | Chaiyasit Suriyachan                                                                         | 14.96 m        | Marzuki Abdul Aziz                                                                        | 14.84 m   | Yaacub Muhammed                                                                                 | 14.38 m   |
|                             |                                                                                              |                |                                                                                           |           |                                                                                                 |           |
| Đẩy tạ                      | Usman Effendi                                                                                | 14.49 m        | Susano Erang                                                                              | 14.24 m   | Samai Chartmontri                                                                               | 13.53 m   |
| Ném đĩa                     | Samai Chartmontri                                                                            | 45.06 m        | Dhanapal Naidu                                                                            | 43.76 m   | Usman Effendi                                                                                   | 41.20 m   |
| Ném búa                     | Sankaran Gawade                                                                              | 42.46 m        | Ir. Komot Heruwanto                                                                       | 42.16 m   | Ghenda Singh                                                                                    | 41.60 m   |
| Ném lao                     | Ballang Lasung                                                                               | 70.28 m        | Nashatar Singh Sidhu                                                                      | 66.10 m   | Yoyo Bahagia                                                                                    | 64.18 m   |
|                             |                                                                                              |                |                                                                                           |           |                                                                                                 |           |
| 10 môn phối hợp             | Prapant Srisathorn                                                                           | 6809 pts       | Tang Ngai Kin                                                                             | 6435 pts  | Jusuf Ibrahim                                                                                   | 5806 pts  |

### Nữ
| Nội dung           | Vàng                                                                                          | Vàng         | Bạc                                                                               | Bạc      | Đồng                                                                                        | Đồng     |
| ------------------ | --------------------------------------------------------------------------------------------- | ------------ | --------------------------------------------------------------------------------- | -------- | ------------------------------------------------------------------------------------------- | -------- |
| 100 m              | Carolina Rieuwpassa                                                                           | 12.22        | Usanee Laopinkarn                                                                 | 12.22    | Gloria Acedo                                                                                | 12.58    |
| 200 m              | Than Than                                                                                     | 24.90        | Carolina Rieuwpassa                                                               | 25.41    | Usanee Laopinkarn                                                                           | 25.60    |
| 400 m              | Than Than                                                                                     | 56.29        | Vengadasalam Angamah                                                              | 56.89    | Saik Oik Cum                                                                                | 57.72    |
| 800 m              | Than Than                                                                                     | 2:11.07      | Myint Myint Than                                                                  | 2:11.88  | Kandasamy Jayamani                                                                          | 2:14.87  |
|                    |                                                                                               |              |                                                                                   |          |                                                                                             |          |
| 1500 m             | Kandasamy Jayamani                                                                            | 4:50.74      | Mar Mar Min                                                                       | 4:52.55  | Lelyana Tjandra Wijaya                                                                      | 4:53.17  |
| 3000 m             | Kandasamy Jayamani                                                                            | 10:18.7      | Lelyana Tjandra Wijaya                                                            | 10:37.6  | Arsenia Sagaray                                                                             | 10:38.2  |
| Marathon           | Weik Pan                                                                                      | 2:57.32      | Tan Siu Chen                                                                      | 3:01.51  | Maria Lawalata                                                                              | 3:11.15  |
|                    |                                                                                               |              |                                                                                   |          |                                                                                             |          |
| 100 m vượt rào     | Marina Chin Leng Sim                                                                          | 14.40        | Chintana Kiewlongga                                                               | 15.05    | Nwe New Yee                                                                                 | 15.14    |
| 200 m vượt rào     | Marina Chin Leng Sim                                                                          | 28.13 (GR)   | Heather Siddons Merican                                                           | 29.41    | Lucia Tolentino                                                                             | 29.69    |
| 400 m vượt rào     | Jessica Lau Kiew Ee                                                                           | 1:04.16      | Marina Chin Leng Sim                                                              | 1:04.37  | Nwe New Yee                                                                                 | 1:04.71  |
|                    |                                                                                               |              |                                                                                   |          |                                                                                             |          |
| 4 × 100 m tiếp sức | Thái Lan · Usanee Laopinkarn · Walapa Tangjitnusorn · Pusadee Sangvijit · Buspranee Ratanapol | 47.40        | Malaysia · Noreen Pereira · Marina Chin · Vengadasalam Angamah · Irene Wan        | 47.71    | Indonesia · Merry Rikumahu · Carolina Rieuwpassa · Satiani · Audrey Syarahamaua             | 48.44    |
| 4 × 400 m tiếp sức | Myanmar · Aye Shwe · Myint Myint Than · Mar Mar Min · Than Than                               | 3:49.37      | Malaysia · Vengadasalam Angamah · Lau Kiew Ee · Saik Oik Chum · Fatimah Abu Saman | 3:53.18  | Thái Lan · Usanee Laopinkarn · Walapa Tangjitnusorn · Pusadee Sangvijit · Inouy Thavatchote | 3:54.27  |
|                    |                                                                                               |              |                                                                                   |          |                                                                                             |          |
| 5 môn phối hợp     | Vannipa Sangsavong                                                                            | 3284         | Eileen Chit                                                                       | 3246     | Nanette Lusterio                                                                            | 3109     |
|                    |                                                                                               |              |                                                                                   |          |                                                                                             |          |
| 5 km đi bộ         | Su Su                                                                                         | 27:14.14     | Kalaimaney Sengany                                                                | 27:19.08 | Nwe Nwe Aye                                                                                 | 28:10.06 |
| 10 km đi bộ        | Kalaimaney Sengany                                                                            | 57:26.09     | Su Su                                                                             | 59:30.09 | Nwe Nwe Aye                                                                                 | 59:37.00 |
|                    |                                                                                               |              |                                                                                   |          |                                                                                             |          |
| Nhảy xa            | Aye Shwe                                                                                      | 5.57 m       | Lydia Silva-Netto                                                                 | 5.56 m   | Eileen Chit                                                                                 | 5.43 m   |
| Nhảy cao           | Eileen Chit                                                                                   | 1.62 m       | Delia Orquillas                                                                   | 1.56 m   | Jamaliah Jais                                                                               | 1.53 m   |
| Đẩy tạ             | Jennifer Tinlay                                                                               | 13.45 m      | Consuelo Lacusong                                                                 | 12.15 m  | Khin Nyo                                                                                    | 11.97 m  |
|                    |                                                                                               |              |                                                                                   |          |                                                                                             |          |
| Ném đĩa            | Jennifer Tinlay                                                                               | 44.84 m (GR) | Consuelo Lacusong                                                                 | 39.76 m  | Khin Nyo                                                                                    | 37.30 m  |
| Ném lao            | Erlinda Lavandia                                                                              | 45.22 m (GR) | Chua Kim Tee                                                                      | 41.98 m  | Sutjiati                                                                                    | 41.22 m  |

## Bảng huy chương
| Hạng               | Đoàn               | Vàng | Bạc | Đồng | Tổng số |
| ------------------ | ------------------ | ---- | --- | ---- | ------- |
| 1                  | Myanmar            | 17   | 10  | 8    | 35      |
| 2                  | Malaysia           | 12   | 13  | 10   | 35      |
| 3                  | Thái Lan           | 9    | 5   | 5    | 19      |
| 4                  | Singapore          | 3    | 4   | 5    | 12      |
| 5                  | Indonesia          | 2    | 6   | 10   | 18      |
| 6                  | Philippines        | 1    | 6   | 5    | 12      |
| 7                  | Brunei             | 0    | 0   | 1    | 1       |
| Tổng số (7 đơn vị) | Tổng số (7 đơn vị) | 44   | 44  | 44   | 132     |

## References
1. ↑  "1977 Southeast Asian Games". athleticspodium.com. Truy cập ngày 21 tháng 3 năm 2025.

- All the Results - The Straits Times, 21 November 1977
- All the Results - The Straits Times, 22 November 1977
- All the Results - The Straits Times, 24 November 1977
- All the Results - The Straits Times, 25 November 1977
- South East Asian Games. GBR Athletics. Retrieved on 2010-12-16.